# Cape Canaveral Air Force Station Lanceercomplex 17

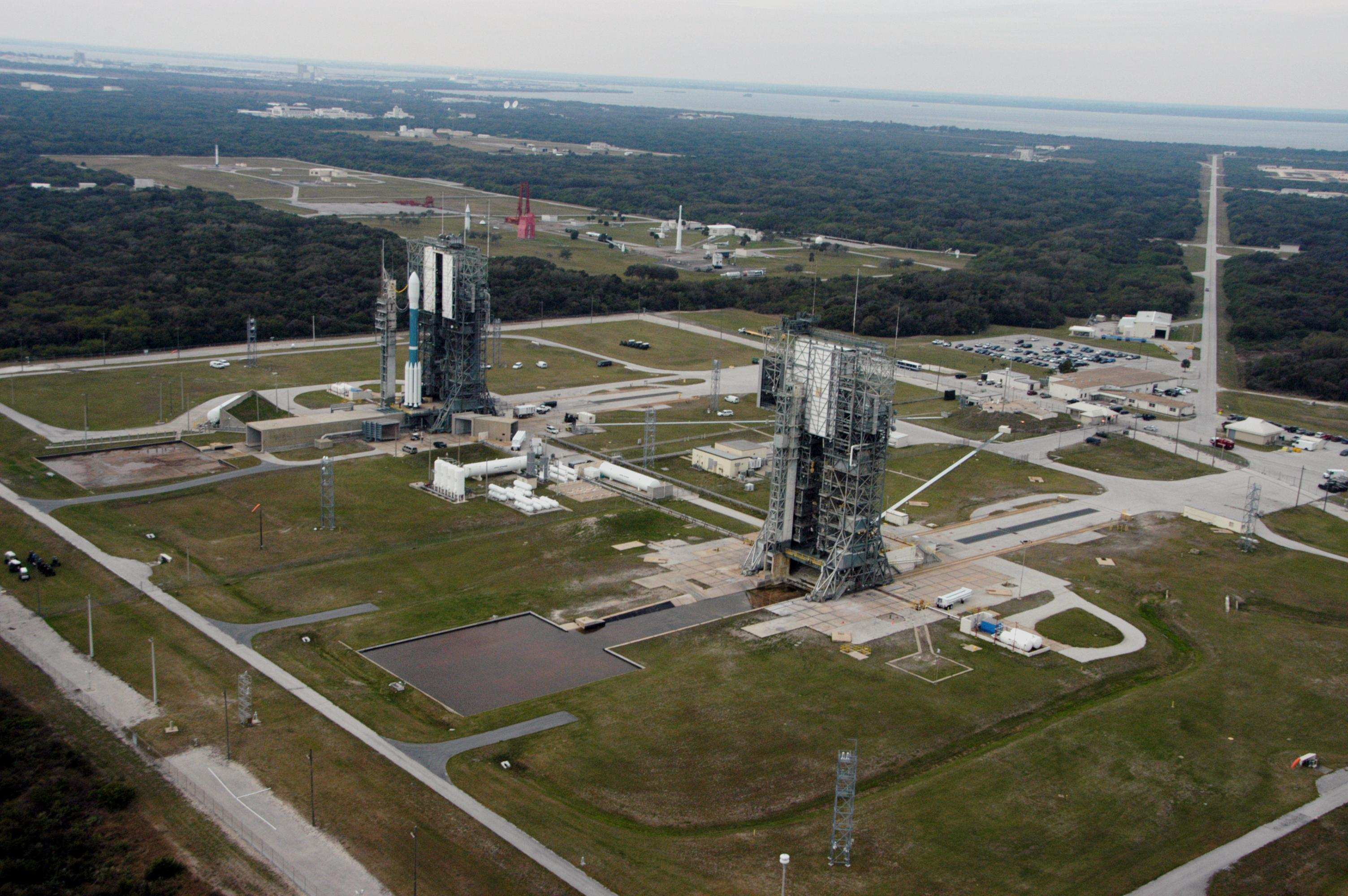
Lanceercomplex 17

Cape Canaveral Air Force Station Lanceercomplex 17 (CCAFS SLC-17 voor 1997 LC-17) is een voormalige lanceerplaats op het Cape Canaveral Space Force Station (CCSFS, het eerdere Cape Canaveral Air Force Station; CCAFS). Het werd tussen 1957 en 2011 gebruikt voor raketten van het type PGM-17 Thor, Thor-Able, Thor-Delta, Delta, Delta II en Delta III. Het was een van de belangrijkste lanceerplaatsen op het CCAFS. Het was ook het laatste nog actieve Lanceercomplex ten zuiden van de kaap. SLC-17 bevatte twee vrijwel identieke lanceerplatforms (LC-17A en LC-17B) en een blokhuis die wisselend onder commando van de USAF en NASA vielen. De eerste communicatiesatellieten, weersatellieten en een groot deel van de Amerikaanse Ruimtesondes en Marslanders werden er gelanceerd.

## Geschiedenis

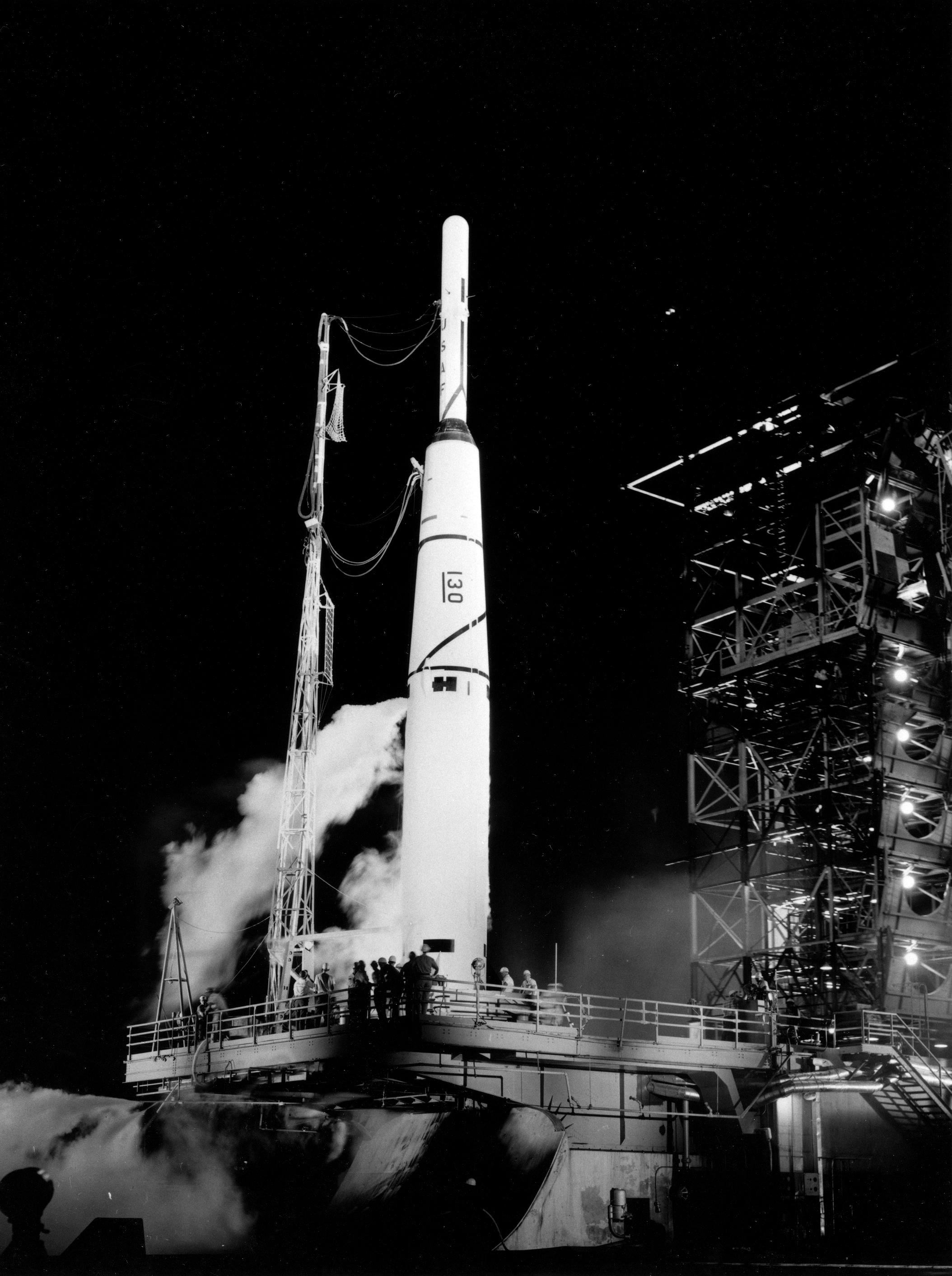
Een Thor-Able staat klaar op LC-17A voor de lancering van Pioneer 1

Het lanceercomplex werd in de periode augustus-december 1956 aangelegd voor de Thor, een ballistische middellange-afstandsraket die met toevoeging van een of twee upperstages (rakettrappen voor in de bovenste atmosfeer en ruimte) als ruimte-lanceertuig kon worden gebruikt.
De Thor was als ballistische raket al snel overbodig en werd voorzien van verschillende tweede trappen als lanceertuig voor de ruimtevaart ingezet. Deze evolueerde tot de Thor-Delta die op gegeven moment simpelweg Delta werd genoemd. Eind jaren 60 werden de mobiele integratie faciliteiten waarin de Delta’s verticaal op het lanceerplatform werden geassembleerd gebouwd en werd LC-17 een van de opvallendste constructie op de zuidzijde van Cape Canaveral. De Delta evolueerde in 1989 tot de Delta II, en eind jaren 90 was er de Delta III-raket die na drie grotendeels mislukte vluchten werd geannuleerd. Het Lanceercomplex werd met de raketten mee gemoderniseerd.
In 1997 werden alle Amerikaanse lanceercomplexen voor de ruimtevaart die op militair terrein lagen hernoemd naar Space Launch Complex - afgekort SLC. LC-17 werd toen dus SLC-17.
Datzelfde jaar raakte SLC-17A zwaar beschadigd toen een Delta II (missie GPS IIR-1) 13 seconden na de lancering explodeerde boven het platform en de brandende restanten naar beneden vielen. Ook de bij het Blokhuis geparkeerde auto’s van het personeel dat daar werkte gingen verloren.
Eind jaren 1990 werd SLC-17B aangepast om ook de Delta III te lanceren. Hoewel deze raket na 3 grotendeels mislukte vluchten werd geannuleerd kon SLC-17B daardoor wel gebruikt worden voor de Delta II-Heavy die dezelfde side-boosters en eerste trap gebruikte als de Delta III. De EELV-klasse Delta IV die daarna ontwikkeld werd was te groot voor SLC-17 en gebruikte bovendien andere brandstoffen. Daarom werd voor die raket een andere lanceerinstallatie gebouwd op SLC-37B.
In 2009 werd de laatste militaire Delta II vanaf SLC-17A gelanceerd. Daarna werd het commando over SLC-17 overgedragen aan NASA dat SLC-17B nog twee jaar actief hield om hun nog open staande Delta II boekingen af te werken. De laatste lancering was NASA’s GRAIL-missie op 10 september 2011. Na 325 lanceringen werd het complex buiten gebruik gesteld. 
In 2013 werd het blokhuis gesloopt.
In 2016 aangekondigd dat het terrein samen met het nabijgelegen LC-18 als testlocatie voor de maanlandertjes van Moon Express zou worden gebruikt. Op 12 juli 2018 werden de lanceertorens en mobiele verticale integratie faciliteiten met explosieven gesloopt. Het terrein werd daarop door de US Space Force verhuurd aan Moon Express. Space Florida bemiddelde daarvoor toen Moon Express niet langer op LC-36A terecht kon omdat Blue Origin dat terrein in gebruik nam. De tests van Moon Express moesten overigens op LC-18 plaatsvinden. Moon Express was in 2020 niet erg actief. De verhuizing naar de zuidzijde van het Space Force Station kostte ze zoveel meer geld dan beoogd dat ze bijna failliet gingen en het huurcontract niet verlengden.

## Belangrijke lanceringen vanaf SLC-17
- Meerdere Explorer-missies
- Meerdere Pioneer-missies
  - Pioneer 1, 1958, Thor-Able - NASA’s eerste lancering ooit.
- TIROS-1, 1960 - eerste succesvolle weersatelliet.
- 49 GPS II-satellieten, Delta II 1989-2009
- Spitzer Space Telescope, 2003 Delta II-7920H
- Mars Global Surveyor, Delta II
- Mars Pathfinder, Delta II
- Spirit,  Delta II
- Opportunity , Delta II